# Landskapstrupperna
Landskapstrupperna (finska: Maakuntajoukot) är regionala trupper i Finland som tillhör försvarsmakten i Finland. Landskapstrupperna bildas av frivilliga värnpliktiga som hör till reserven och av andra frivilliga som till försvarsmakten har avgett en sådan förpliktelse som avses i lagen om frivilligt försvar. Landskapstrupperna kan användas i försvarsmaktens handräckningsuppdrag enligt Lag om försvarsmakten 3 kap 28 §.